# Gelbfuß-Beutelmaus

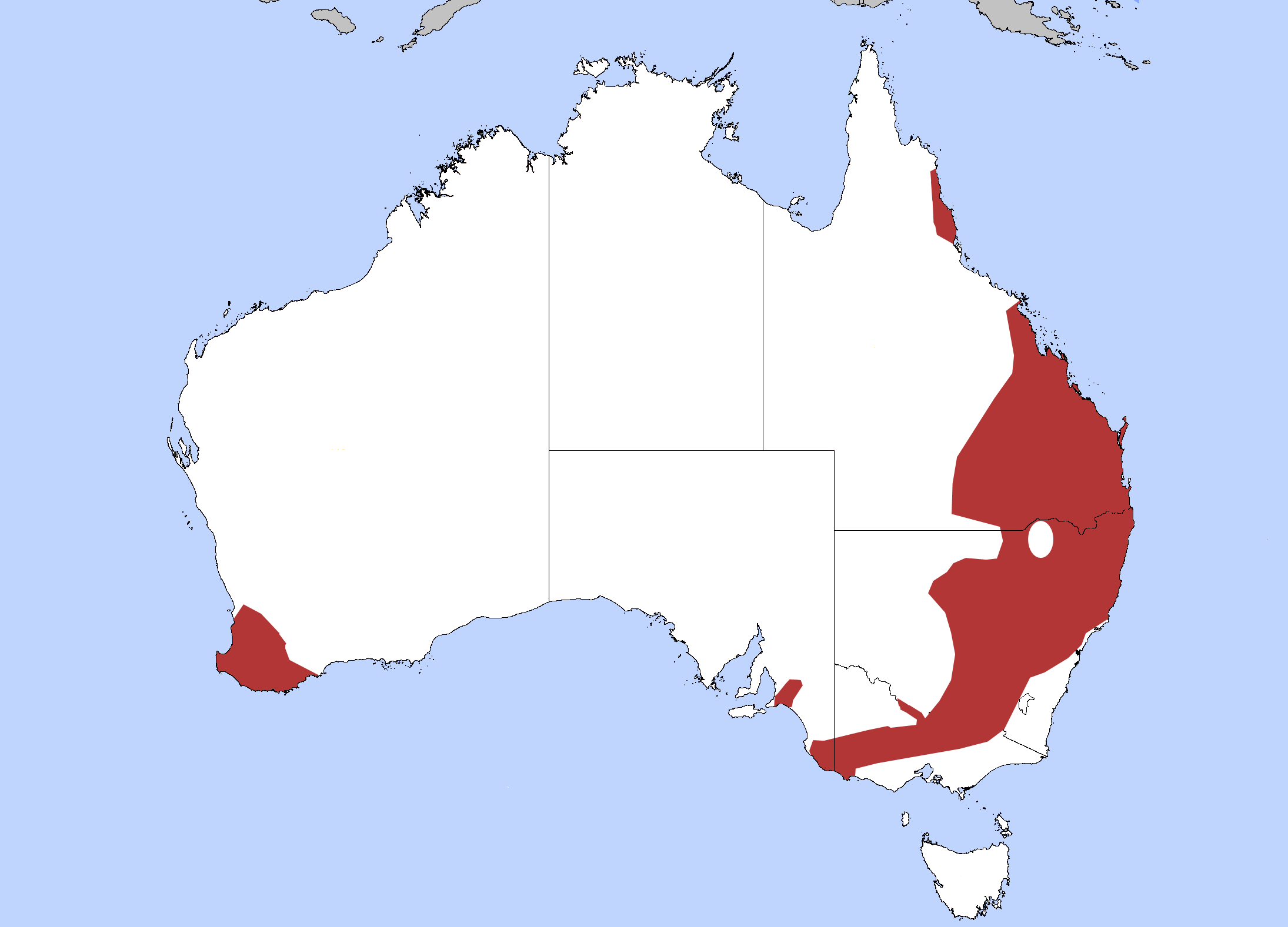
Verbreitungsgebiet

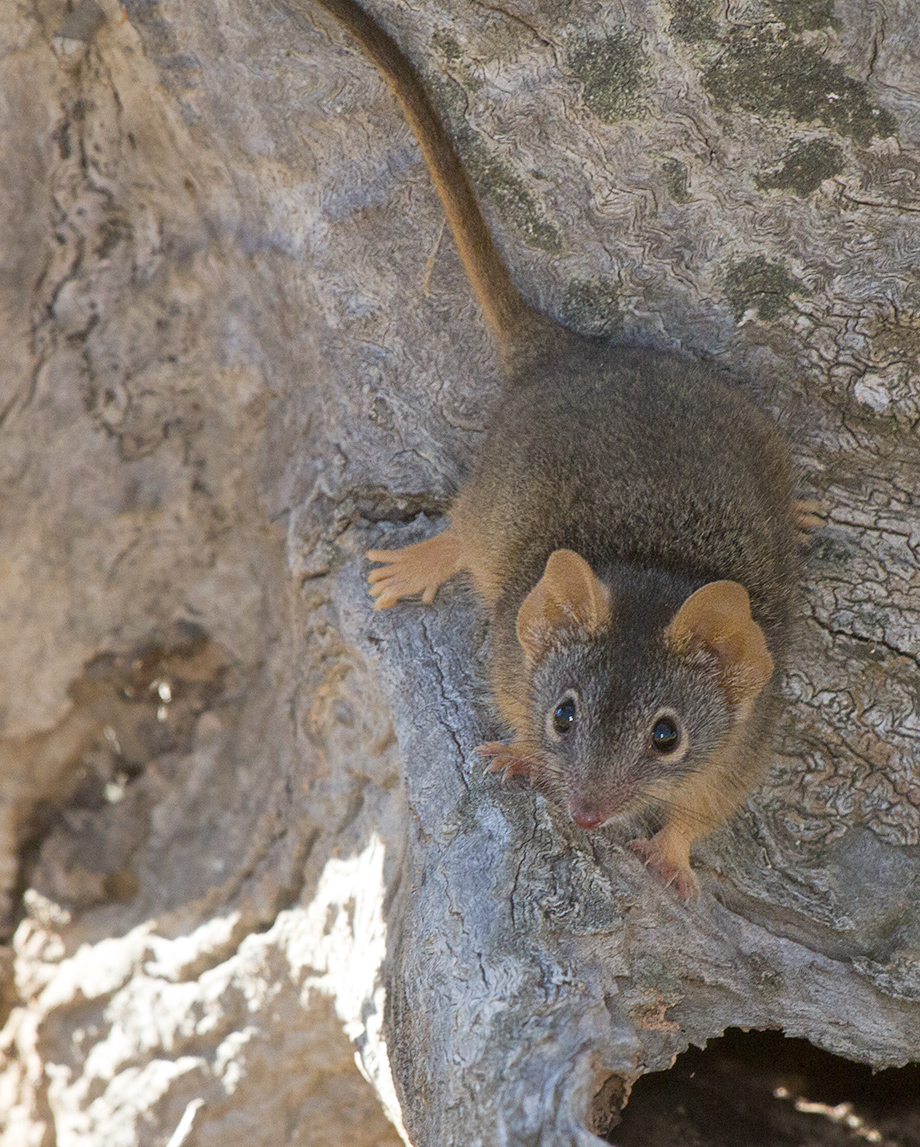
Gelbfuß-Beutelmaus

Die Gelbfuß-Beutelmaus, auch Gelbfüßige Breitfuß-Beutelmaus (Antechinus flavipes) ist der am weitesten verbreitete Vertreter der australischen Beuteltiergattung Antechinus. Sie wurde 1838 von George Robert Waterhouse als Phascogale flavipes beschrieben.
Der Artzusatz im wissenschaftlichen Namen ist aus den lateinischen Worten flavus (gelb) und pes (Fuß) gebildet.

## Erscheinung
Die Gelbfuß-Beutelmaus hebt sich mit ihrer Färbung – der Kopf ist grau; Seiten, Hinterteil, Bauch und Beine sind von einer warmen, orange-braunen Farbe; die Augen sind von einem weißen Ring umgeben und die Schwanzspitze ist schwarz – von den anderen Breitfuß-Beutelmäusen ab und zählt zu den am auffälligsten gefärbten kleinen Beuteltieren. Bei einer Kopf-Rumpf-Länge von 90 bis 160 Millimetern und einer Schwanzlänge von 65 bis 140 Millimetern erreicht diese Art ein Gewicht von 20 bis 75 Gramm.

## Verbreitung
Es handelt sich bei der Gelbfuß-Beutelmaus und die am weitesten verbreitete Breitfuß-Beutelmaus. Sie besiedelt auf dem australischen Festland Gebiete vom Nordosten Queenslands bis zum Südwesten Western Australias. Es sind drei Unterarten bekannt: A. f. rubeculus findet sich in Queensland vom Mount Spec Nationalpark bis Cooktown. A. f. flavipes, die am weitesten verbreitete Unterart, kommt von Eungella in Queensland über New South Wales und Victoria bis in die Mount Lofty Ranges in South Australia vor. Die dritte Unterart, A. f. leucogaster, besiedelt den Südwesten Western Australias.

### Habitat
Verschiedenste Habitate werden von dieser Art besiedelt. Sie ist sowohl in tropischem Regenwald als auch in Feuchtgebieten und trockenen Offenlandschaften zu finden. Dort bewegt sich die Gelbfuß-Beutelmaus rasant am Boden, wobei sie auch kopfüber an der Unterseite alter Stämme entlang rennt.

## Nahrung
Gelbfuß-Beutelmäuse fressen hauptsächlich Insekten, das Spektrum an Nahrung reicht aber von Blüten und Nektar bis zu jungen Vögeln oder gar Hausmäusen. Letztere werden regelrecht ausgefressen und dabei umgekrempelt, die Reste bleiben oftmals offen liegen.

## Fortpflanzung
Auch bei dieser Art findet sich die besondere Fortpflanzung von Breitfuß-Beutelmäusen, bei der alle Männchen kurze Zeit nach der Paarung sterben. Bei Gelbfuß-Beutelmäusen kann eine Kopulation bis zu zwölf Stunden andauern, wobei das Männchen das Weibchen mit einem Biss und mit den Vorderpfoten festhält. Nach einem Monat werden zwölf Jungtiere geboren, die in der Bauchfalte hängend für weitere fünf Wochen gesäugt werden. Nach dieser Zeit werden sie von den Muttertieren in einem Nest abgelegt und bis zu einem Alter von drei Monaten versorgt. Die jungen Gelbfuß-Beutelmäuse leben auch weiterhin gemeinsam in diesem Nest, bis sie im folgenden Frühjahr Territorialverhalten zeigen und eigene Territorien etablieren.